# AIK Fotbolls säsong 1899
AIK Fotbolls säsong 1897 var den säsong då det första derbyt mot lokalrivalerna Djurgårdens IF spelades. Denna match spelades den 16 juli, detta i samband med tävlingar anordnade av Stockholms idrottsförbund. AIK vann matchen med 2-1. AIK spelade även ytterligare två matcher mot DIF, som Djurgården vann med 2-1 och 3-0.
AIK deltog i ett tävlingsspel denna säsong, den Rosenska Pokalen, där man fick gå in i finalen direkt. Där fick AIK möta Gefle IF, som tidigare vunnit över Djurgården med 3-0, och som också vann med 2-0 i finalen inför ögonen på cirka 1500 åskådare.

## Matcher
| Datum          | Stadion | Motståndare    | Resultat | Match | Matchrapport |
| -------------- | ------- | -------------- | -------- | ----- | ------------ |
| 16 juli 1899   | Okänd   | Djurgårdens IF | 2-1      | T     | Saknas       |
| Okänd          | Okänd   | Djurgårdens IF | 1-2      | T     | Saknas       |
| Okänd          | Okänd   | Gefle IF       | 0-2      | RP    | Saknas       |
| 8 oktober 1899 | Okänd   | Djurgårdens IF | 0-3      | T     | Saknas       |

- RP = Rosenska pokalen

## Spelartruppen
- Karl G Andersson
- Hugo Berg
- Fritz Carlsson
- Gunnar Franzén
- David Jarl
- Gustaf Juhlin
- Herman Juhlin
- E Matthison
- Knut Norgren
- Oscar Norgren
- Gunnar Stenberg